# Salihağa
Salihağa ist ein Dorf im Landkreis Denizli der gleichnamigen türkischen Provinz. Salihağa liegt etwa 17 km nördlich der Provinzhauptstadt Denizli. Salihağa hatte laut der letzten Volkszählung 205 Einwohner (Stand Ende Dezember 2010).